# Axiom Space Crew Dragon mission
SpaceX Axiom Space-1 — перша туристична місія до МКС, організована американською компанією Axiom Space. Запуск здійснено ракетою Falcon 9 та космічним кораблем Crew Dragon Endeavour, які належать компанії SpaceX. Запуск відбувся 8 квітня 2022 року.

## Екіпаж
Учасниками місії стали пілот Міхель Лопез-Алегрія, найнятий Axiom Space, і три космічні туристи: ізраїльтянин Ейтан Стіббе, канадієць Марк Петі та американець Ларрі Коннор. Така мандрівка обійдеться кожному клієнту у $55 млн..
У вересні 2020 року ширилися чутки про участь у цій місії Тома Круза, з метою створення першого фільму, який матиме сцени, зняті у космосі. Окрім головного героя також мав полетіти продюсер Даг Лайман. Однак, надалі цю місію відклали на нез'ясований термін.

## Запуск та політ
Запуск здійснено 8 квітня 2022 о 15:17:52 (UTC) з Космічного центру імені Кеннеді.
Стикування з МКС відбулось 9 квітня 2022.
25 квітня о 01:10 (UTC) корабель із чотирма космонавтами на борту від'єднався від МКС. Замість запланованих 9 днів, екіпаж пробув на МКС близько 16 днів через несприятливі для повернення погодні умови.